# Operation Charioteer
Die Operation Charioteer war eine Serie von 18 US-amerikanischen Kernwaffentests, die 1985 und 1986 auf der Nevada Test Site in Nevada durchgeführt wurde.

## Die einzelnen Tests der Charioteer-Serie
| #  | Bombe         | Datum / Zeit (GMT)           | Testgelände | Testart | Sprengkraft   | Anmerkungen |
| -- | ------------- | ---------------------------- | ----------- | ------- | ------------- | ----------- |
| 1  | Mill Yard     | 9. Oktober 1985 21:40 Uhr    | Area 12n.20 | Tunnel  | <20 kT        |             |
| 2  | Diamond Beech | 9. Oktober 1985 23:20 Uhr    | Area 12n.19 | Tunnel  | <20 kT        |             |
| 3  | Roquefort     | 16. Oktober 1985 21:35 Uhr   | Area 4as    | Schacht | 20 bis 150 kT |             |
| 4  | Abo           | 30. Oktober 1985 16:00 Uhr   | Area 3mc    | Schacht | <20 kT        |             |
| 5  | Kinibito      | 5. Dezember 1985 15:00 Uhr   | Area 3me    | Schacht | 20 bis 150 kT |             |
| 6  | Goldstone     | 28. Dezember 1985 19:01 Uhr  | Area 20ao   | Schacht | 20 bis 150 kT |             |
| 7  | Glencoe       | 22. März 1986 16:15 Uhr      | Area 4i     | Schacht | 29 kT         |             |
| 8  | Mighty Oak    | 10. April 1986 14:08 Uhr     | Area 12t.08 | Tunnel  | <20 kT        |             |
| 9  | Mogollon      | 20. April 1986 15:12 Uhr     | Area 3li    | Schacht | <20 kT        |             |
| 10 | Jefferson     | 22. April 1986 14:30 Uhr     | Area 20ai   | Schacht | 20 bis 150 kT |             |
| 11 | Panamint      | 21. Mai 1986 13:59 Uhr       | Area 2gb    | Schacht | <20 kT        |             |
| 12 | Tajo          | 5. Juni 1986 15:04 Uhr       | Area 7bl    | Schacht | 20 bis 150 kT |             |
| 13 | Darwin        | 25. Juni 1986 20:27 Uhr      | Area 20aq   | Schacht | 20 bis 150 kT |             |
| 14 | Cybar         | 17. Juli 1986 21:00 Uhr      | Area 19ar   | Schacht | 119 kT        |             |
| 15 | Cornucopia    | 24. Juli 1986 15:05 Uhr      | Area 2ga(s) | Schacht | <20 kT        |             |
| 16 | Galveston     | 4. September 1986 16:09 Uhr  | Area 19af   | Schacht | <20 kT        |             |
| 17 | Aleman        | 11. September 1986 14:57 Uhr | Area 3kz    | Schacht | <20 kT        |             |
| 18 | Labquark      | 30. September 1986 22:30 Uhr | Area 19an   | Schacht | 20 bis 150 kT |             |